# Rafael y Tobías (Pollaiuolo)
Rafael y Tobías es un pintura al óleo sobre tabla de 188 x 119 cm de Piero Pollaiuolo, de 1465-1470 aproximadamente y conservada en la Galería Sabauda de Turín.

## Historia
Giorgio Vasari recuerda la obra colgada en un pilar de la iglesia florentina de Orsanmichele, aunque erróneamente indicó que era un lienzo. 
Encontrada por Gaetano Milanesi en el palacio Tolomei en la vía Ginori de Florencia, fue comprada en 1865 por el barón Hector de Garriod para la Galería Sabauda de Turín, donde permanece expuesta.

## Descripción y estilo
En el Libro de Tobías el arcángel Rafael aparece para acompañar al joven Tobías, hijo de Tobit, hombre justo y pobre, a cobrar un crédito de diez talentos de plata a diez años. Durante el viaje, Rafael le muestra a Tobías el camino más seguro y lo salva más de una vez, sin nunca revelarse como ángel, si no al final de regreso en casa. 
Rafael aparece a la izquierda llevando del brazo a Tobías. El ángel ya es revelado pues muestra las alas, representadas con extremo realismo y con un trazo que resalta el suave plumaje, y Tobías lo mira sin sorpresa alguna. El joven viste de manera elegante, a la moda contemporánea, con túnica corta, una capa roja, calzas color naranja, botas altas y sombrero de viaje, mientras sostiene en la mano el pez que el ángel le ha hecho capturar en el Tigris salvándolo del mordisco del animal. Con la bilis del pez el chico sanará la ceguera del padre.
La túnica larga roja y el manto castaño del ángel están tratados con un estilo tumultuoso mediante un claroscuro incisivo, con líneas movidas y rotas típicas del estilo nervioso y gráfico de algunas obras de los hermanos Pollaiuolo. Ante Rafael camina un perrito, citado en el texto bíblico como compañero de Tobías, que quiso seguirlo en el viaje. 
Detalladísimo es el paisaje de fondo, con una amplísima y plana vista fluvial que se pierde en la lejanía, difuminada por la neblina.

## Otros proyectos
- Wikimedia Commons contiene imágenes y otros archivos de Arcangelo Raffaele e Tobiolo

- Datos: Q2092566
- Multimedia: Tobias and the Angel by Antonio and Piero del Pollaiolo / Q2092566